# Bankközi Klíring Rendszer
A Bankközi Klíring Rendszer (BKR) a belföldi forint átutalások és beszedések pénzforgalmi szolgáltatók közötti, vagyis bankközi elszámolását végző fizetési rendszere, melyet a GIRO Elszámolásforgalmi Zrt. működtet. A BKR-ben elszámolt fizetési műveletek kiegyenlítését a Magyar Nemzeti Bank mint teljesítő fél végzi, többek között a VIBER (Valós Idejű Bruttó Elszámolási Rendszer) útján.
A BKR közvetlen résztvevői (Klíringtagok) és közvetett résztvevői (Klíringtagok levelezettjei) a belföldi pénzforgalmi szolgáltatók (pl. hitelintézetek, pénzforgalmi intézmények, vagy elektronikuspénz-kibocsátó intézmények). A GIRO Zrt. kizárólag a BKR közvetlen résztvevőivel áll szerződéses kapcsolatban.

## Történeti háttere
A BKR-t működtető GIRO Zrt.-t 12 magyar pénzforgalmi szolgáltató, köztük a Magyar Nemzeti Bank hozta létre a pénzforgalom hatékonyabb és gyorsabb lebonyolítása érdekében. Működését 1994-ben kezdte meg. A rendszer évtizedek óta stabilan és biztonságosan működik, és a kis értékű, tömegesen előforduló megbízások elszámolására szolgáló rendszerkockázati szempontból is fontos fizetési rendszerré vált.
2008-ban a BKR továbbította a pénzforgalmi szolgáltatóközötti fizetések volumenben 99,6%-át, bár értékben ez mindössze 6,5%-ot jelentett. Mostanra a BKR-en keresztül évente több mint százezer milliárd forint értékben áramlik a pénz.
A BKR az elmúlt években jelentős fejlesztéseken ment keresztül, és 2020. március 2-án bevezették az azonnali átutalásokat elszámoló GIROInstant szolgáltatást - hétköznapi nevén: Azonnali Fizetési Rendszert (AFR) -, amely lehetővé tette egyes átutalások azonnali átutalásként, tehát másodpercek alatt történő kiegyenlítését, ezzel elősegítve a gyorsabb tranzakciókat.

## Működése
Magyarországon a bankközi fizetési műveletek elszámolását a GIRO Zrt. által működtetett Bankközi Klíring Rendszer (BKR) végzi. Az elszámolás teljes mértékben elektronikus úton, emberi beavatkozás nélkül, a GIRO Zrt. által fenntartott, védett kommunikációs csatornán keresztül történik.
A BKR–nek három elszámolási módja van. Ezek
- az InterGIRO1 szabvány szerinti éjszakai elszámolási mód (IG1)
- az InterGIRO2 szabvány szerinti napközbeni többszöri elszámolási mód (IG2)
- Azonnali elszámolási mód (hétköznapi rövidítéssel: AFR)

A BKR három elszámolási módjából kettő elszámolási mód nettó módon működik (az IG1, illetve az IG2), míg az Azonnali Fizetési Rendszer egy bruttó módon működő fizetési rendszer. Az IG1 és IG2 elszámolási módokban a fizetési megbízások feldolgozása kötegekben történik, míg az AFR esetében egyedileg.
A rendszer üzletszabályzata tartalmazza a rendszerhez való csatlakozás módját és feltételeit, a működés szabályait, a tagok közötti klíringmegállapodást, az alkalmazott szabványokat stb.
A három elszámolási mód között nincs átjárás. Az IG1 elszámolási mód BKR szabványnak, az IG2 és a GIROInstant rendszer ISO20022 (UNIFI) szabványnak megfelelő megbízásokat dolgoz fel.

### IG1
Az 1994 óta működő éjszakai elszámolási mód, az InterGIRO1 (IG1) platform minden, az MNB pénzforgalom lebonyolításáról szóló rendeletében meghatározott átutalás és beszedés fizetési mód elszámolását támogatja.

### IG2
A 2012. július 2-án bevezetett napközbeni elszámolásban InterGIRO2 (IG2) kizárólag átutalások elszámolására kerül sor. Kezdetben napi 5 (szombati munkanapokon 3) ciklusban működött, 2015. szeptember 7-től napi 10 (szombati munkanapokon 7) ciklusban dolgozik.

### AFR
2020. március 2-án kezdte meg működését az Azonnali Fizetési Rendszer (GIROInstant), amely a forint alapú, döntően a tízmillió forintot meg nem haladó, belföldi elektronikus átutalások néhány másodpercen belüli teljesülését teszi lehetővé; az év minden napján, annak minden órájában.

## A BKR által kezelt tranzakció típusok
A BKR-ben olyan forint fizetési megbízások elszámolása történik, amelyeknél a fizető fél és a kedvezményezett fizetési számláját különböző klíringtagok vezetik, ideértve a levelezett pénzforgalmi szolgáltatók esetét is.
A BKR-ben minden művelet azonos prioritással bír, és értékhatárra való tekintet nélkül számolják el azokat.
A BKR az alábbi fizetési módok pénzforgalmi szolgáltatók közötti elszámolását támogatja:
Átutalási megbízások:
- a csoportos átutalás,
- a rendszeres átutalás,
- a hatósági átutalás és az átutalási végzés,
- az azonnali átutalás

Beszedési megbízások:
- a felhatalmazó levélen alapuló beszedés,
- a váltóbeszedés,
- a csekkbeszedés,
- a csoportos beszedés,
- a határidős beszedés,
- az okmányos beszedés

## Felügyelet, felvigyázás és biztonság
A BKR működését az MNB folyamatosan felügyeli és felvigyázza, különös tekintettel a rendszer biztonságos és hatékony működésére. Az MNB által alkalmazott felügyeleti és felvigyázási keretrendszer kockázatalapú megközelítést alkalmaz, amely figyelembe veszi a rendszerüzemeltetőnél vagy a résztvevőknél felmerülő kockázatokat. Ezen felügyeleti és felvigyázási tevékenységek hozzájárulnak a BKR stabilitásához és a magyar pénzügyi rendszer megbízhatóságának fenntartásához.